# La Rencontre (album d'Emmanuel Moire)
Pour les articles homonymes, voir La Rencontre.
Albums de Emmanuel Moire
Le Chemin
(2013) Odyssée
(2019)
Singles
1. Bienvenue
Sortie : 25 mai 2015
2. Tout le monde
Sortie : 12 octobre 2015
3. Toujours debout
Sortie : 16 janvier 2016

La Rencontre est le quatrième album d'Emmanuel Moire, sorti le 28 août 2015.

## Historique
En mai 2015, sort le single Bienvenue,. L'album est édité le 28 août 2015, et atteint la seconde place des classements français et belge. Le 12 novembre, le clip Tout le monde est révélé en prévision de la réédition le 27 novembre du disque La Rencontre augmenté de six chansons acoustiques,. Selon PurePeople, la première édition de cet album s'est écoulée à « seulement » 36 000 exemplaires en deux mois et demi. La tournée créée à la suite de La Rencontre démarre le 9 avril 2016 à Longjumeau.
L'album s'écoule à 70 000 exemplaires.

## Liste des titres
Toutes les paroles sont écrites par Yann Guillon, toute la musique est composée par Emmanuel Moire.
| No  | Titre             | Durée |
| --- | ----------------- | ----- |
| 1.  | L'attirance       |       |
| 2.  | Toujours debout   |       |
| 3.  | Par cœur          |       |
| 4.  | Les vivants       |       |
| 5.  | Aimer encore      |       |
| 6.  | Bienvenue         |       |
| 7.  | La rencontre      |       |
| 8.  | Mon aveu          |       |
| 9.  | Tout le monde     |       |
| 10. | Les beaux jours   |       |
| 11. | Un seul capitaine |       |
| 12. | Voyager seul      |       |
| 13. | La vie va savoir  |       |

## Classement
| Classement (2015)            | Meilleure position |
| ---------------------------- | ------------------ |
| Belgique (Wallonie Ultratop) | 2                  |
| France (SNEP)                | 2                  |
| Suisse (Schweizer Hitparade) | 19                 |

## Certification
| Région                                                                                                 | Certification | Ventes/Streams |
| --- | ------------- | -------------- |
| France (SNEP)                                                                                          | Or            | 50 000         |
| *Ventes selon la certification ^Mise en rayon selon la certification xNon précisé par la certification |               |                |